# Friedrich Wilhelm Fricke
Friedrich Wilhelm Fricke (aussi écrit Frikke ; né le 4 décembre 1810 à Brunswick et décédé le 28 mars 1891 à Wiesbaden) est un écrivain pédagogique allemand.

## Biographie
Friedrich Wilhelm Fricke étudie de 1833 à 1837 à l’université de Göttingen, où il rencontre notamment le philosophe Johann Friedrich Herbart. Fricke fonde un établissement d’enseignement selon ses idées pédagogiques à Göttingen en 1837 et rejoint et dirige, un grand établissement d’enseignement, la Realschule de Mönchengladbach de 1841 à 1852.
Démissionnaire pour des raisons de santé, Fricke séjourne longtemps en Belgique et en France et s’installe à Wiesbaden en 1854, où il prend progressivement la direction de l’école supérieure de filles en tant que recteur et participe à temps partiel à l’examen des candidats à l’école supérieure au poste d’enseignant ou d’enseignant dans la famille ducale.
En 1870, il démissionne de ses fonctions et se retire dans son domaine de Maienbrunn près de Bamberg, qu’il vend en 1875 pour retourner à Wiesbaden.
Son travail principal est la Erziehungs- und Unterrichtslehre [Théorie de l’éducation et de l’enseignement] (Mannheim 1881/1882). Fricke est également un ardent défenseur de l’orthographe purement phonétique ; en 1876, il fonde la Verein für vereinfachte deutsche Rechtschreibung [Association pour l'orthographe allemande simplifiée] et sa revue Reform (Brême 1877 à 1910, qu’il dirige jusqu’en 1890), ainsi que la Verein zur Verbreitung der Lateinschrift [Association pour la diffusion de l'écriture latine].

## Œuvres
- (de) Praktische Pädagogik für Hauslehrer oder die häusliche Erziehung und Lehrmethodik nebst Stundentafel, Weimar, 1841
- (de) Deklamatorik, Mainz, Kunze, 1862 (lire en ligne)
- (de) Weltgeschichte in Gedichten, weltgeschichte in gedichten
- (de) Sittenlehre, Gera, 1872
- (de) Aufruf zur Beshaffung einer nazionalen Ortografi für das geeinigte Deutshland, Bremen, 1876
- (de) « Die ortografische Reform in wissenschaft- licher, pädagogischer unt praktischer Beziung », Allgemeine deusche Lehrerzeitung, vol. 28, no 14,‎ 2 avril 1876, p. 111-113, 121-123 (lire en ligne)
- (de) « Die ortografische Reform in wissenschaft- licher, pädagogischer unt praktischer Beziung (Schluss) », Allgemeine deusche Lehrerzeitung, vol. 28, no 15,‎ 9 avril 1876, p. 121-123 (lire en ligne)
- (de) « Zukunfts- und Übergangsortografi », Allgemeine deusche Lehrerzeitung, vol. 28, no 45,‎ 5 novembre 1876, p. 386-387 (lire en ligne)
- (de) Die Orthographie nach den im Bau der deutschen Sprache liegenden Gesetzen in wissenschaftlicher, paedagogischer und praktischer Beziehung, Bremen, Küthmann, 1877 (lire en ligne)
- (de) Die Reichsorthographie: zur Orientierung in dem Streite über Möglichkeit und Nützlichkeit einer einfachen Rechtschreibung, Wiesbaden, Schellenberg, 1880 (lire en ligne)
- (de) Lateinschrift oder deutsche Schrift?, Köln, Schauberg, 1880
- (de) Die Ueberbürdung der Schuljugend: ein Mahnwort an Eltern, Lehrer und Jugendfreunde der gesammten deutschen Nation, Berlin, Hofmann, 1882 (lire en ligne)
- (de) Prinzessin Ilse: Ilsensage und Ilsensprüche nebst einem Anhang historischer Idyllen und Balladen, Stuttgart, Hohl, 1883
- (de) Erziehungs- und Unterrichtslehre, Mannheim, Bensheimer, 1883
- (de) Überblick über die Neuorthographie, Leipzig, 1884
- (de) Abriss der vereinfachten Volksorthographie, Leipzig, 1885 (lire en ligne)